# Ĥ

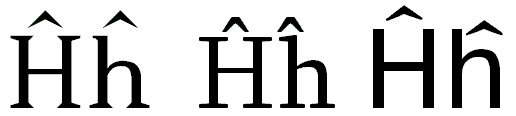
La lettera Ĥ in diversi caratteri tipografici

Ĥ è l'undicesima lettera dell'alfabeto dell'esperanto. Foneticamente, corrisponde al suono [x] (secondo l'alfabeto fonetico internazionale).